# 共同の機関 (自衛隊)
共同の機関（きょうどうのきかん）は、陸上自衛隊、海上自衛隊及び航空自衛隊の共同の機関である。
自衛隊法第24条に各自衛隊の機関の種類として、「学校」「補給処」「病院」「地方協力本部」が定められているが、同法同条第5項に「自衛隊の業務遂行上一体的運営を図る必要がある場合には、陸上自衛隊、海上自衛隊及び航空自衛隊の共同の機関として置くことができる」と規定されており、「学校」「病院」「地方協力本部」が各自衛隊の共同の機関とされる。

## 学校
1961年（昭和36年）8月17日に共同の機関として「自衛隊体育学校」が設置されている（自衛隊法施行令第33条）。

## 病院
共同の機関として「自衛隊中央病院」及び「自衛隊地区病院」が設置されている（自衛隊法施行令第44条）。
1955年（昭和30年）11月1日、共同機関として自衛隊中央病院が開設された。
1988年（昭和63年）4月8日、陸上自衛隊地区病院、海上自衛隊地区病院、航空自衛隊病院を共同機関化し、自衛隊地区病院が開設された。

## 地方協力本部
共同の機関として「自衛隊地方協力本部」が設置されている（自衛隊法施行令第48条）。